# ピエトロ・ロレンツェッティ

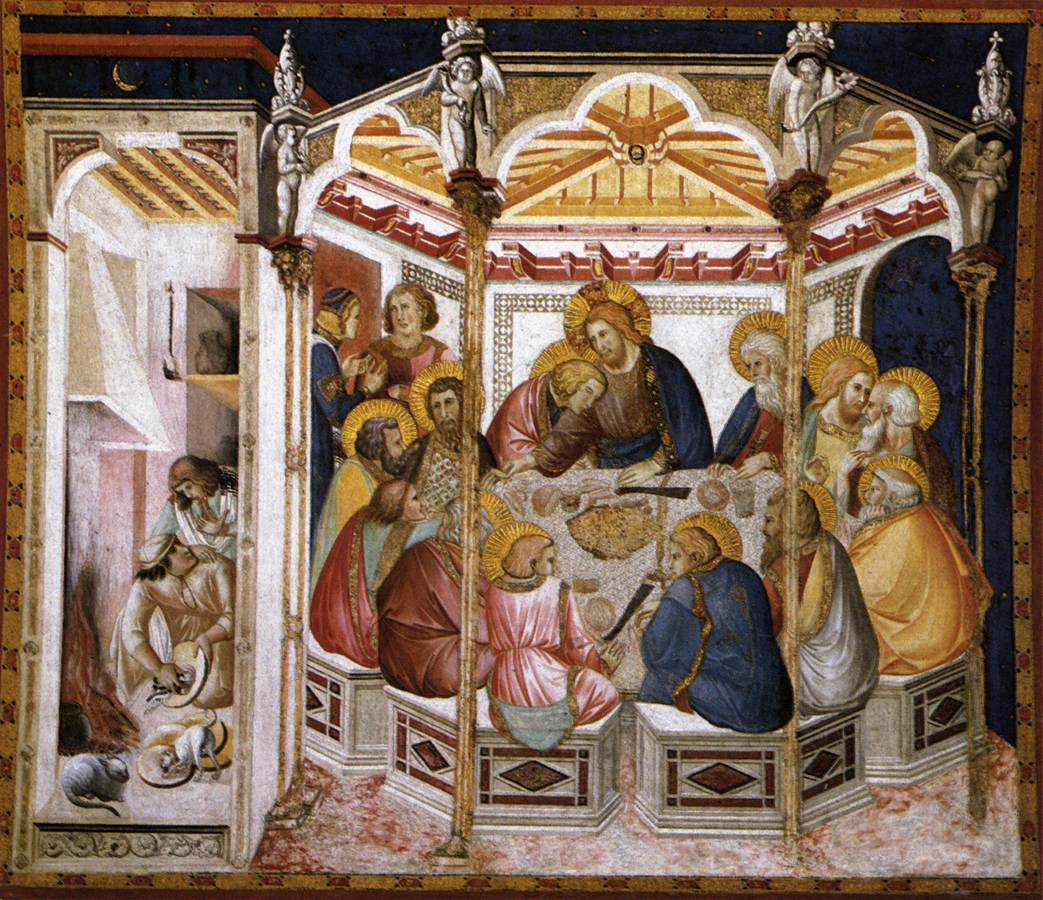
ピエトロ・ロレンツェッティ『最後の晩餐』アッシジのサン・フランチェスコ聖堂下堂（1310年 - 1320年）

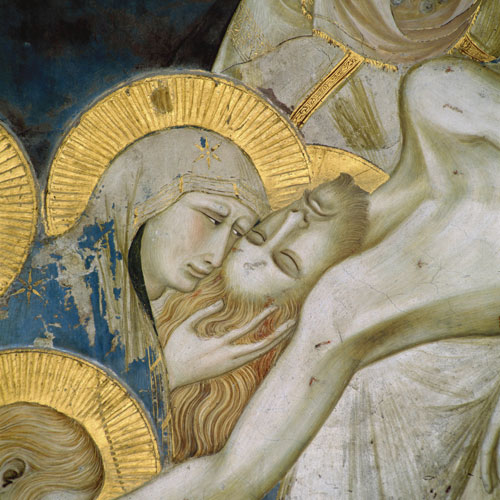
ピエトロ・ロレンツェッティ『キリスト降架』（一部）アッシジのサン・フランチェスコ聖堂下堂（1310年 - 1329年）

ピエトロ・ロレンツェッティ（Pietro LorenzettiまたはPietro Laurati、1280年頃 - 1348年）は、イタリアの画家。おおよそ1306年から1345年にかけて活動した。

## 生涯
ピエトロ・ロレンツェッティはシエナで生まれ、その地で没した。ジョヴァンニ・ピサーノ、ジョットの影響を受け、アッシジでは、シモーネ・マルティーニと一緒に働いた。弟のアンブロージョ・ロレンツェッティとともに、シエナ派に自然主義を紹介した。三次元的かつ空間的な配列を試みた兄弟の作品は、ルネサンス美術の先駆けとも言える。
ピエトロの宗教画の多くはシエナ、アレッツォ、アッシジの教会にある。彼の最後の作品の一つ『聖母の誕生』（1342年）は現在シエナ大聖堂付属美術館にある。
彼の最高傑作は何といってもアッシジのサン・フランチェスコ聖堂下堂のテンペラ・フレスコの装飾であろう。そこでは、大きなパネルの連作に、キリストの磔刑、十字架降架、埋葬が感情豊かな人物像とともに描かれている。しかし、これらの場面の群衆表現は、型にはまった群体としての感情表現に覆われているに過ぎない。個々の図像が寄り集まってなしている舞台設定は、多くの先行図像との類似を見出せない。それはまるで個々の人物像が互いに何の関連も強いられることなく、画面に糊で貼り付けられているかのようである。この下堂にある絵は、他の絵も含めて、フィレンツェのサンタ・クローチェ教会のバルディ礼拝堂およびペルッツィ礼拝堂、パドヴァのスクロヴェーニ礼拝堂にある、ジョットのフレスコ画に見られる物語性からの影響を見ることができる。
ロレンツェッティ兄弟や、フィレンツェから来た競争相手のジョット、さらにはジョットの弟子のベルナルド・ダッディ、マーゾ・ディ・バンコたちが、それまでビザンティン美術の図像からうわべだけ抜いてきた人物を背景に描いてきたイタリア絵画に、革命の種をまいた。
とはいえ、一般的にシエナ派の図像は、より自然主義的なフィレンツェ派に較べると、神秘的・幻想的で、時々、現代のシュールレアリスムの風景画に現れる何かに高まったようにも見える。
ジョルジョ・ヴァザーリはその著書『画家・彫刻家・建築家列伝』の中に、ピエトロ・ロレンツェッティの伝記も含めている。

## ギャラリー

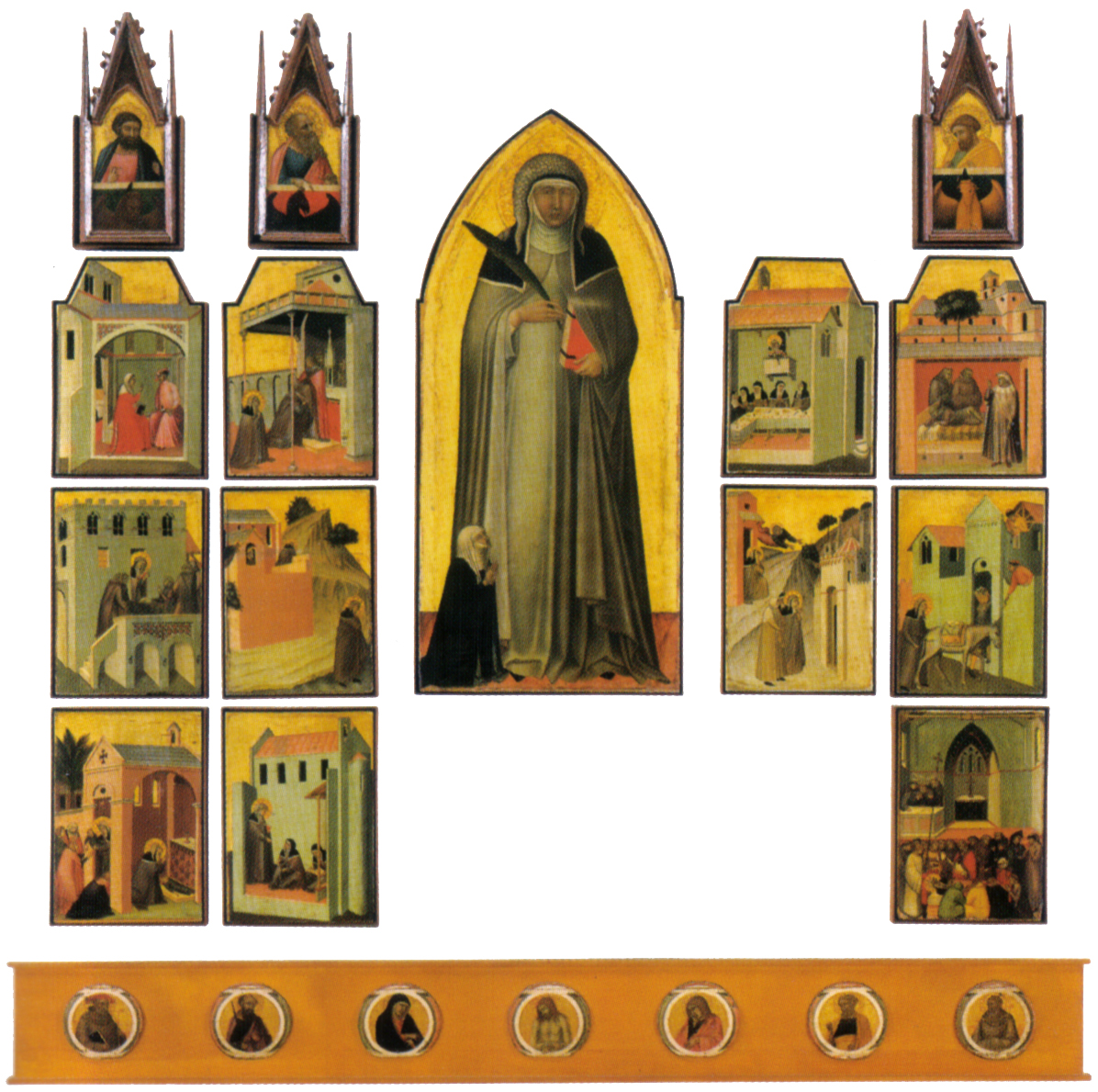
ピエトロ・ロレンツェッティ『福者ウミルタとその生涯の物語』 (1335-1340年ごろ、ウフィツィ美術館)
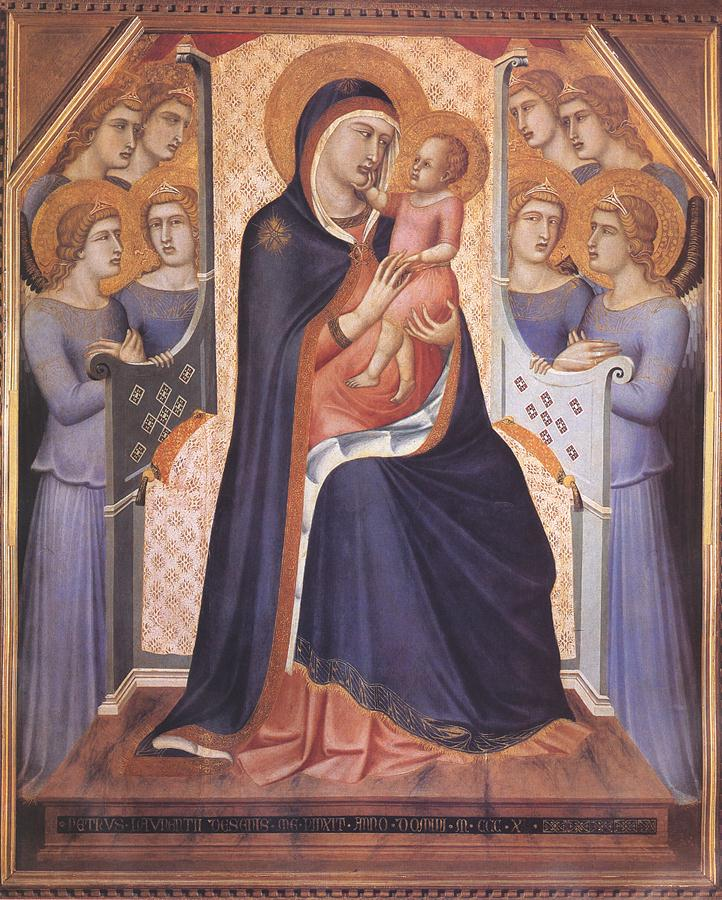
ピエトロ・ロレンツェッティ『玉座の聖母子と天使たち』 (1340年ごろ、ウフィツィ美術館)

## 日本語文献
- 『ロレンツェッティ兄弟　シエナを飾る画家　イタリア・ルネサンスの巨匠たち6』　
キアーラ・フルゴーニ／谷古宇尚訳、東京書籍、1994年